# Nila
Nila – imię żeńskie pochodzenia greckiego, od gr. neilos - "rzeka". 
Nila imieniny obchodzi 20 lutego, 19 września, 26 września i 12 listopada.
Forma żeńska imienia Nilus.